# La condenación de Fausto
La condenación de Fausto (en francés: La Damnation de Faust) es una obra musical para orquesta, voces solistas y coro, compuesta por Hector Berlioz y estrenada por primera vez en París el 6 de diciembre de 1846. Es una obra concebida para ser tocada y cantada en versión de concierto, aunque años después de la muerte del compositor se la haya representado en ocasiones en versiones escénicas de ópera y de ballet. Es por lo tanto una obra situada entre la ópera y la sinfonía coral. Berlioz la había subtitulado como "Légende dramatique en quatre parties" (leyenda dramática en cuatro partes). Él mismo escribió el libreto con ayuda de Almire Gandonnière y de Gérard de Nerval, adaptando para ello la traducción al francés, por el mismo Nerval, de la obra Fausto, que Goethe había escrito y publicado en lengua alemana en el primer cuarto del siglo XIX.
La condenación de Fausto se representa regularmente en salas de conciertos y ocasionalmente en escena como una ópera. Tres secciones de esta obra, la Marche Hongroise (Marcha húngara), Ballet des sylphes, y Menuet des folles se interpretan separadamente como piezas independientes bajo el título "Tres piezas orquestales de La Damnation de Faust."

## Composición
En 1828, a los 24 años, Hector Berlioz leyó la traducción de Gérard de Nerval del Fausto, primera parte, de Goethe, y quedó fascinado con la historia e identificado con Fausto, un ser con profundas ansias de trascendencia y torturado por el amor. Comenzó a componer música para ciertas partes del poema, como "La Balada del Rey de Tule" de Margarita, "La Canción de la Rata" de Brander, y el "Himno Pascual", entre otros. Fueron en total ocho escenas que no contaban la historia completa sino que buscaban conjurar la atmósfera del poema de Goethe. Esta obra fue publicada en 1829 como "Huit Scènes de Faust" (Ocho Escenas de Fausto), su Opus 1. Sin embargo no quedando conforme con la misma por considerarla primitiva quemó todas las copias publicadas.
Durante la gira europea que emprendió en los años 1845 y 1846, retomó la idea de dar vida a la obra de Goethe. Compuso en Viena, París, Rouen, Praga, Breslau. “Yo no recogía las ideas; dejaba que ellas llegaran hasta mí, y se presentaban en el orden más imprevisto...”, recuerda el compositor en sus memorias.
Inicialmente pensó en componer una gran ópera incorporando sus Ocho Escenas, y le pidió al libretista Almire Gandonnière que escribiera el texto, pero terminó escribiendo él mismo casi todo el libreto. Mientras componía la música, sintió la necesidad de transmitir una visión más amplia de la obra que no quede limitada por el espacio operístico, y decidió caracterizar su obra como una leyenda dramática para presentarla en concierto. Tal como ya había sucedido anteriormente con Romeo y Julieta (1839), Berlioz crea nuevas formas musicales combinando elementos dramáticos propios de la ópera como monólogos, dúos y coros en un formato de concierto propio de la sinfonía.
Berlioz condensó la trama de la primera parte del Fausto de Goethe, eliminando varios de sus personajes (Siebel, hermano de Margarita, Marta la vecina), para concentrarse en el romance entre Fausto y Margarita.
Además hizo cambios significativos respecto de la obra de Goethe. No existe un pacto con el demonio, punto de partida de esta última, sino que el amor es una trampa extorsiva tendida por Mefistófeles. Recién al final de la obra Fausto decide entregar su alma al diablo para que Margarita pueda alcanzar el paraíso, convirtiéndose así en su salvador.
Sin embargo, más allá de las diferencias, ambas obras tienen en común el escepticismo respecto del poder de la razón para alcanzar el conocimiento y la felicidad. En este sentido, Fausto encarna la desilusión del intelectual ilustrado.
El estreno de esta obra fue recibido con indiferencia por el público parisino, con escasa concurrencia en las primeras representaciones lo que llevó a Berlioz a un importante revés financiero. Tal como él mismo lo describe en sus memorias:”Nada en toda mi carrera artística me ha hecho sufrir más que esta inesperada indiferencia”.
Desde que en 1877 fuera representada en París con éxito, esta obra se incorporó al repertorio tradicional, revalorizando los indiscutibles cualidades de esta obra y su autor.
Esta ópera se representa poco; en las estadísticas de Operabase aparece la n.º 104 de las óperas representadas en 2005-2010, siendo la 13.ª en Francia y la primera de Berlioz, con 33 representaciones en el período.
La Marcha Húngara
La “Marche Hongroise” fue escrita por Berlioz para satisfacer a la audiencia durante su gira por Hungría, que si bien era parte del Imperio Austriaco ansiaba alcanzar su independencia. Uno de los símbolos de la lucha por la independencia fue el noble húngaro Francisco Rákóczi II, Príncipe de Transilvania, que a principios del siglo XVIII había liderado una rebelión contra los austriacos. 
Durante una fiesta en Viena, un músico le dijo a Berlioz que para conquistar al pueblo húngaro debía tocar música húngara, y le entregó una partitura de la Marcha de Rákóczi, canción folklórica en honor al héroe húngaro. Berlioz hizo un arreglo para orquesta que bautizó Marche Hongroise y ejecutó en la ciudad de Pest con un enorme éxito. Por eso decidió incorporarla a La Damnation de Faust, y ubicó la primera parte de la obra en Hungría.

## Personajes
| Personaje    | Tesitura      | Elenco del estreno (Director: Berlioz) |
| ------------ | ------------- | -------------------------------------- |
| Fausto       | tenor         | Gustave-Hippolyte Roger                |
| Margarita    | mezzosoprano  | Hortense Dufflot-Maillard              |
| Mefistófeles | bajo-barítono | Léonard Hermann-Léon                   |
| Brander      | bajo          | Henry ("Henri") Deshaynes              |
| Coro         |               |                                        |

## Argumento
Parte I
Comienza la obra con Fausto cantando la belleza desolada de una estepa de Hungría durante el alba en la primavera. A lo lejos suena un paisaje sonoro constituido por ecos de una fiesta y ritmos militares. Los sonidos se hacen más precisos y la ronda de campesinos se forma para celebrar la nueva estación. Incapaz de compartir esa sencilla alegría, Fausto se aleja y observa un regimiento de soldados partiendo para la guerra; admira su valor, pero como en el caso anterior no puede participar de su emoción a pesar de oír la célebre Marcha Húngara.
Parte II
Fausto no puede deshacerse de su melancolía. Está en su estudio, en algún lugar al norte de Alemania, cuando suenan las campanas de una iglesia vecina. La procesión canta la alegría por la resurrección de Cristo. La paz y la serenidad invaden el alma de Fausto, pero surge Mefistófeles para burlarse de él y le ofrece la realización de sus sueños y revelarle insospechadas maravillas. Con un cambio brusco, Fausto y Mefistófeles se encuentran en una ruidosa taberna de Leipzig. Brander entona una antigua balada a propósito de una rata que "está habitada por el amor". Todos los comensales retomarán el tema para convertirlo en una fuga blasfematoria sobre la palabra Amen. Interviene Mefistófeles para desafiar musicalmente a Brander con su “Canción de la pulga”. Disgustado por tanta vulgaridad, Fausto exige que lo lleven a otro lugar.
En las orillas de Elba los silfos lo acunan mientras sueña con Margarita. Al despertarse Fausto pide a Mefistófeles ser llevado hasta Margarita. Juntos, con un grupo de estudiantes y soldados, entran en la ciudad en donde ella vive.
Parte III
De noche, en la ciudad donde vive Margarita, suena el toque de queda. Siguiendo las indicaciones de Mefistófeles, Fausto espera escondido en la habitación de Margarita. La muchacha llega perturbada por la visión en un sueño de su futuro amante. Peina sus cabellos mientras canta una antigua canción, “La Balada del Rey de Tule”. Mefistófeles ordena a los espíritus que embrujen a Margarita para que se lance a los brazos de Fausto. Los amantes se entregan a su pasión y declaran su amor mutuo. En ese momento, entra Mefistófeles advirtiéndoles que la reputación de la muchacha está en peligro: los vecinos saben de la presencia de un hombre en el cuarto de Margarita y han llamado a la madre de la muchacha para que venga. Después de un adiós apresurado, Fausto y Mefistófeles escapan.
Parte IV
Fausto ha abandonado a Margarita, quien aún aguarda su retorno. Ella oye a los soldados y a los estudiantes a lo lejos, lo cual le hace recordar la primera noche en que Fausto fue a su casa. Mas esta vez él no está entre la multitud. En un paisaje de bosques y cavernas, Fausto pide a la naturaleza que lo cure de su cansancio mundano. Mefistófeles interrumpe la meditación y anuncia que Margarita ha sido condenada a la horca: mató a su madre con los somníferos que le administraba cada vez que Fausto la visitaba. Fausto se desespera, y Mefistófeles le ofrece salvarla si Fausto accede a entregarle su alma. Sin pensar en otra cosa que no sea salvar a su amada, Fausto acepta. Los dos parten cabalgando en sendos corceles negros. Pensando que está camino a salvar a Margarita, Fausto se aterra al ver apariciones demoníacas. El paisaje se vuelve cada vez más horrible y grotesco, y Fausto finalmente comprende que Mefistófeles lo está llevando directamente al infierno. Demonios y almas malditas saludan a Mefistófeles en un lenguaje misterioso e infernal, y le dan la bienvenida a Fausto.
Epílogo
Un coro canta sobre el “misterio del horror”, mientras Margarita se salva y es acogida en el paraíso.